# SC 04 Schwabach
Der SC 04 Schwabach ist ein Sportverein aus Schwabach in Mittelfranken. Der Verein hat seine Wurzeln im 1897 unter dem Namen Athletenclub Germania gegründeten Sportverein sowie dem 1904 gegründeten Arbeiter TV Schwabach. Den Namen SC 04 Schwabach trägt der Club erst seit der Fusion der Vereine TSV 04 Schwabach und 1. SC 1897 Schwabach im Jahr 1996. Der Verein bietet seinen Mitgliedern 12 Sportarten als Betätigungsfeld: Boxen, Dart, Fußball, Gymnastik, Handball, Ju-Jutsu, Karate, Kegeln, Rhönrad, Rugby, Skaterhockey, Tischtennis sowie Turnen.

## Fußball
Der Vorgängerverein TSV 04 Schwabach spielte von 1951 bis 1955 und nach dem direkten Wiederaufstieg von 1956 bis 1963 in der drittklassigen Bayernliga, bevor der erneute Abstieg in die Landesliga Mitte erfolgte. Erst nach der Fusion zum SC 04 Schwabach gelang unter Trainer Manfred Ritschel 1998 der Aufstieg und die Rückkehr in die Bayernliga, wo die Mannschaft in der ersten Saison mit einem dritten Tabellenplatz den bislang größten Erfolg der Vereinsgeschichte erreichte. 2005 stieg der Verein wieder in die Landesliga ab. Zwischenzeitlich rutschte man sogar in die Bezirksliga Mittelfranken-Süd ab, kehrte jedoch 2016 wieder in die Landesliga zurück.

### Stadion
Das Stadion des SC 04 Schwabach fasst 4.780 Zuschauer. Diese verteilen sich auf 4.000 Steh- und auf 780 überdachte Sitzplätze. Die Anlage verfügt über eine moderne LED-Videowall sowie LED-Flutlicht.

### Erfolge
- 1998 Aufstieg in die Bayernliga (5. Liga)
- 1998 Meister Landesliga-Bayern Mitte

### Persönlichkeiten
- Achim Beierlorzer
- Bernhard Bergmann
- Paul Derbfuß
- Cem Ekinci
- Jürgen Falter
- Stefan Hampl
- Egon Loy
- Bernd Müller
- Jim-Patrick Müller
- Andreas Nägelein
- Marc Oechler
- Thomas Richter
- Manfred Ritschel
- Adam Szolc

### Bilanz
Grün unterlegte Platzierungen kennzeichnen einen Aufstieg, rot unterlegte einen Abstieg.
| Saison  | Liga              | Platz | Tore  | Punkte | Klasse |
| ------- | ----------------- | ----- | ----- | ------ | ------ |
| 1995/96 | Landesliga Mitte  | 2.    | 72:35 | 69     | 5      |
| 1996/97 | Landesliga Mitte  | 2.    | 81:38 | 70     | 5      |
| 1997/98 | Landesliga Mitte  | 1.    | 82:32 | 72     | 5      |
| 1998/99 | Bayernliga        | 3.    | 58:38 | 61     | 4      |
| 1999/00 | Bayernliga        | 9.    | 46:41 | 45     | 4      |
| 2000/01 | Bayernliga        | 12.   | 63:55 | 52     | 4      |
| 2001/02 | Bayernliga        | 11.   | 60:73 | 47     | 4      |
| 2002/03 | Bayernliga        | 14.   | 43:58 | 36     | 4      |
| 2003/04 | Bayernliga        | 9.    | 48:43 | 47     | 4      |
| 2004/05 | Bayernliga        | 16.   | 36:47 | 35     | 4      |
| 2005/06 | Landesliga Mitte  | 19.   | 41:59 | 34     | 5      |
| 2006/07 | BOL Mittelfranken | 3.    | 45:30 | 50     | 6      |
| 2007/08 | BOL Mittelfranken | 6.    | 68:48 | 53     | 6      |
| 2008/09 | BOL Mittelfranken | 6.    | 62:47 | 45     | 7      |
| 2009/10 | BOL Mittelfranken | 2.    | 67:32 | 62     | 7      |
| 2010/11 | BOL Mittelfranken | 11.   | 54:49 | 40     | 7      |
| 2011/12 | BOL Mittelfranken | 3.    | 66:33 | 58     | 7      |

| Saison    | Liga                                 | Platz | Tore  | Punkte | Klasse |
| --------- | ------------------------------------ | ----- | ----- | ------ | ------ |
| 2012/13   | Landesliga Mitte                     | 17.   | 52:67 | 37     | 6      |
| 2013/14   | Bezirksliga Mittelfranken-Süd        | 7.    | 68:60 | 54     | 7      |
| 2014/15   | Bezirksliga Mittelfranken-Süd        | 3.    | 80:36 | 60     | 7      |
| 2015/16   | Bezirksliga Mittelfranken-Süd        | 1.    | 74:25 | 63     | 7      |
| 2016/17   | Landesliga Nordost                   | 9.    | 58:53 | 44     | 6      |
| 2017/18   | Landesliga Nordost                   | 7.    | 75:63 | 49     | 6      |
| 2018/19   | Landesliga Nordost                   | 4.    | 91:46 | 71     | 6      |
| 2019/21 1 | Landesliga Nordost                   | 2.    | 59:28 | 55     | 6      |
| 2021/22   | Landesliga Nordost Vorrundengruppe 2 | 2.    | 41:21 | 31     | 6      |
| 2021/22   | Landesliga Nordost Aufstiegsrunde    | 3.    | 32:19 | 28     | 6      |
| 2022/23   | Landesliga Nordost                   | 13.   | 53:48 | 35     | 6      |

## Handball
Die Handballabteilung des SC 04 nimmt aktuell mit drei Herrenmannschaften, zwei Damenteams und acht Nachwuchsmannschaften am Spielbetrieb des Bayerischen Handballverbandes (BHV) teil. Das 1. Damenteam spielt derzeit in der Nordbayerischen Landesliga und die 1. Herrenmannschaft in der Bezirksoberliga Mittelfranken. Der größte Erfolg der Herrenmannschaft war das Erreichen des Achtelfinales im DHB-Amateurpokal und bei den Damen der Aufstieg in die viertklassige Handball-Bayernliga.

### Erfolge
Männer
- 2020 DHB-Amateurpokal Achtelfinale
- 2020 Bayerischer Pokalsieger
- 2020 Aufstieg in die Nordbayerische Landesliga (5. Liga)
- 2020 Mittelfränkischer Meister

Frauen
- 2017 Aufstieg in die Bayernliga (4. Liga)
- 2017 Nordbayerischer Landesliga-Vizemeister
- 2015 Aufstieg in die Landesliga
- 2015 Mittelfränkischer Meister